# Vildspor
Vildspor er en dansk thriller fra 1998, instrueret af Simon Staho, der også har skrevet manuskriptet i samarbejde med Nikolaj Coster-Waldau.

## Medvirkende
- Mads Mikkelsen
- Nikolaj Coster-Waldau
- Nukaka Coster-Waldau